# Hypotyreóza

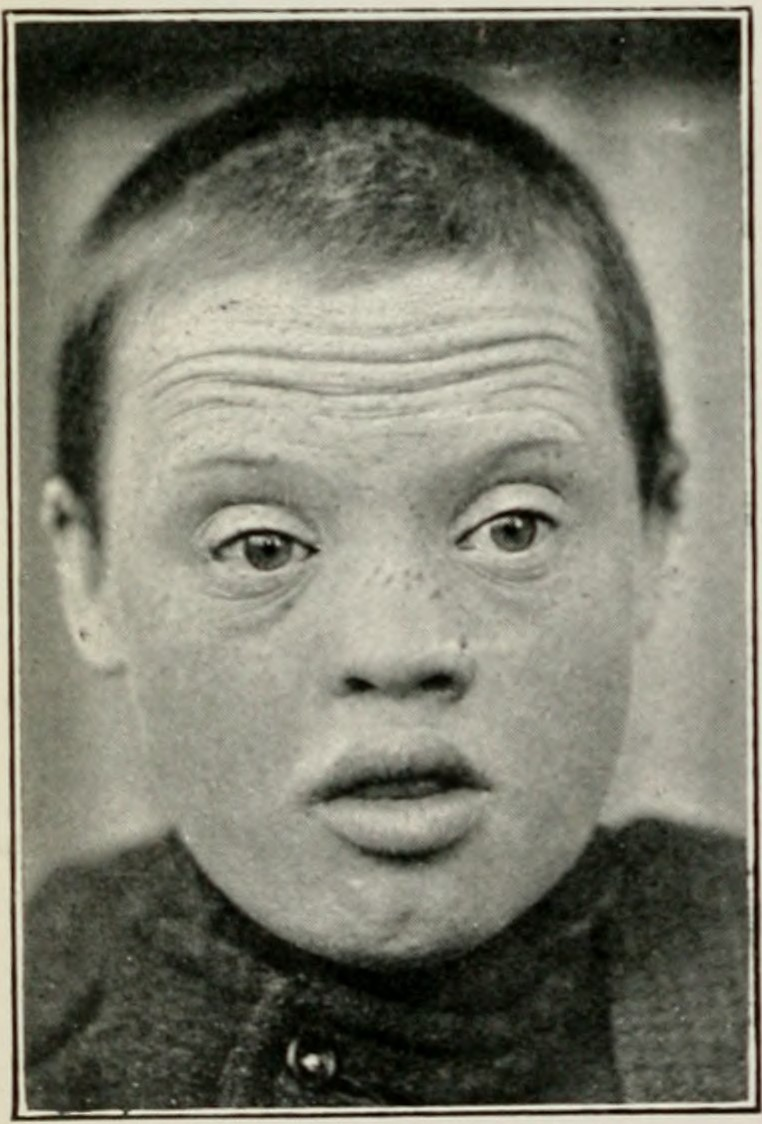
14letý chlapec trpící hypotyreosou

Hypotyreóza (latinsky Hypothyreosis) je významné endokrinní onemocnění člověka a zvířat charakterizované sníženou funkcí štítné žlázy, respektive nedostatečnou produkcí hormonů štítné žlázy. V důsledku nedostatku tyroxinu jsou následně narušeny všechny metabolické děje, na kterých se hormony štítné žlázy v organismu podílí. Příčiny vzniku jsou různé, nejčastěji je však způsobena autoimunitním zánětem štítné žlázy (tzv. Hashimotova tyroiditida). U dětí bývá i vrozená v důsledku nedostatečného vývoje štítné žlázy. Krom člověka bývá hypotyreóza častá i u psů nebo koní.
Mezi hlavní příznaky patří zejména spavost, malátnost, apatie, zimomřivost, bradykardie, zpomalené psychomotorické funkce, bolesti kloubů, poruchy funkce kůže a kožních derivátů (suchá kůže, vypadávání vlasů), zvýšení tělesné hmotnosti (až obezita), zácpa, u žen pak poruchy menstruačního cyklu.
Jejím opakem je pak tzv. hypertyreóza, tj. onemocnění, vyznačující se zvýšenou činností štítné žlázy.